# Wachtel Dávid

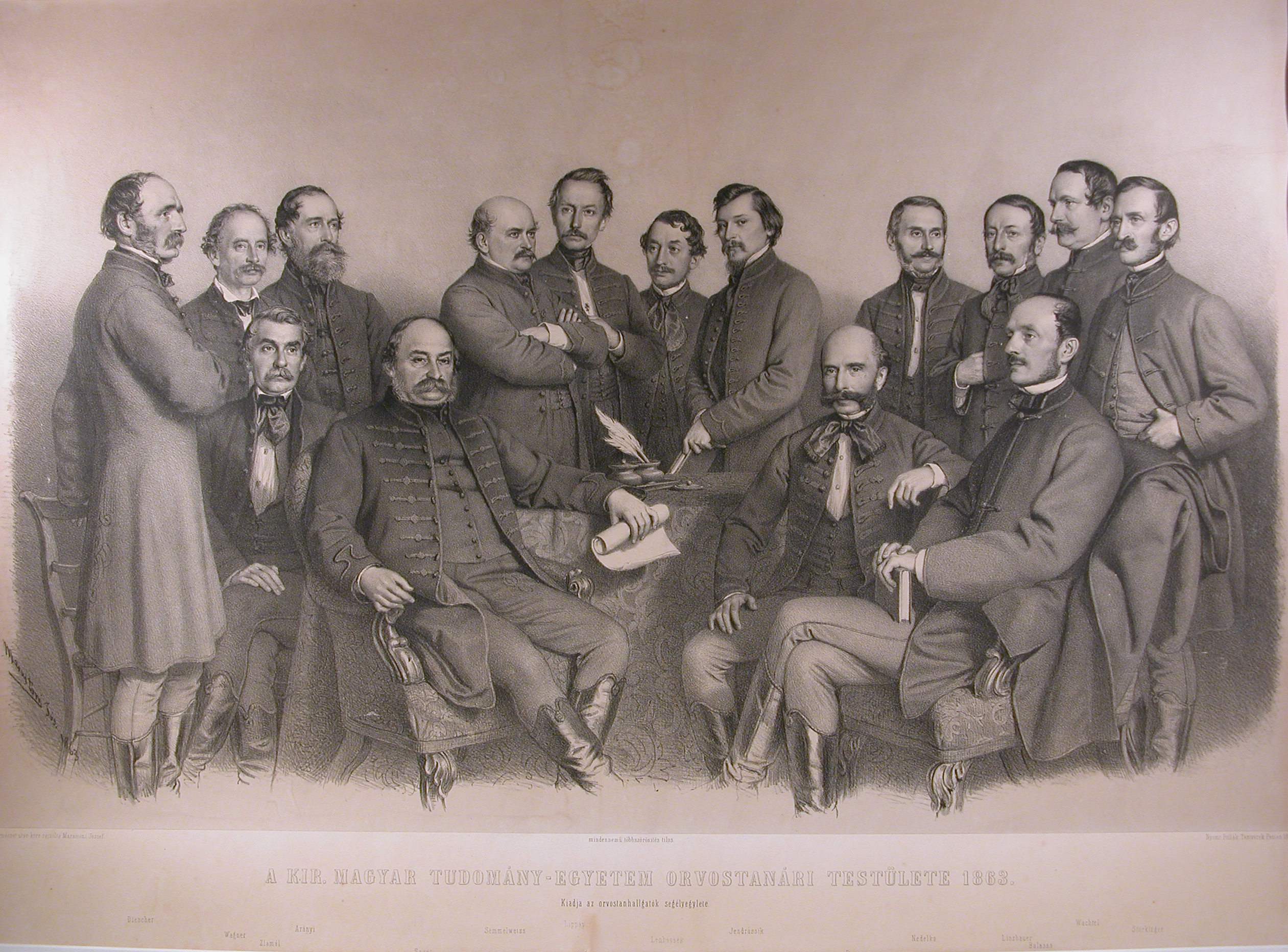
A Pesti Egyetem Orvostudományi Karának egyetemi tanárai 1863-ban. Balról jobbra állnak (1) Diescher János, (2) Wagner János, (3) Arányi Lajos, (4) Semmelweis Ignác (kezeit keresztben tartja), (5) Lippay Gáspár, (6) Lenhossék József, (7) Jendrássik Jenő, (8) Nedelkó Döme, (9) Linzbauer Ferenc, (10) Wachtel Dávid, (11) Stockinger Tamás. Ülnek: (12) Zlamál Vilmos, (13) Sauer Ignác, (14) Rupp N. János, (15) Balassa János. Festő Marastoni József

Wachtel Dávid (Nagykanizsa, 1807. – Buda, 1872. március 16.) orvosdoktor, orvosügyi tanácsos, egyetemi tanár.

## Élete
Orvosi tanulmányait Pesten végezte, ahol 1833-ban orvosdoktorrá avatták. Ezután Temesvárott kincstári orvos lett; 1859-ben a soproni kerület orvosügyi előadója, később Heves vármegye főorvosa s végül 1861-ben a Pesti Egyetem az általános kór- és gyógyszertani tanszékre neveztetett ki. Ezen minőségben működött 1870-71-ig bezárólag, amikor nyugdíjazták.
Kormányköltségen beutazta a magyar fürdőket. Meghalt 65 éves korában.
Cikkei az Orvosi Tárban (1839. I. A temesvári orvosi egyesület, 1844. I. A színrobar: coccionella, mint külön szer gyermekek hökhuruta ellen); a Magyar orvosok és természetvizsgálók Munkálataiban (IV. 1844. A mireny méltánylatáról) stb. Szerkesztette a Temesvarer Wochenblatt. Zeitschriftliches für Wissen, Kunst und Industrie c. hírlapot 1843. 1846-47. és 1848-ban rövid ideig. Der Südungar. Zeitschrift für Belletristik und sociales Leben in Ungarns Südosten című hetenként háromszor megjelent szépirodalmi lapot 1848. okt. 3-tól okt. 28-ig Temesvárt és végül a Zeitschrift für Natur und Heilkunde in Ungarn c. heti szaklapot 1850. július 1-jétől 1860 végéig a Medicinische Rundschau című havi melléklettel Budán.

## Munkái
1. Mors physiologice disquisita. Specimen inaugurale. Budae, 1833.
2. Hippokrates Aphorizmái. Ford. Temesvár, 1843.
3. Ungarns Kurorte und Mineralquellen. Nach einer im hohen Auftrage... Ministers des Innern, Frhrn. Alex v. Bach unternommenen Bereisung beschrieben. Oedenburg, 1859.